# Nicolas Pagotto
Pas d'image ? Cliquez ici

a Compétitions nationales et continentales officielles uniquement.

Dernière mise à jour le 15 septembre 2018.
Nicolas Pagotto, né le 11 avril 1979, est un joueur de rugby à XV français qui évolue au poste de centre au sein de l'effectif du FC Auch (1,84 m pour 90 kg).

## Carrière
- FC Auch

## Palmarès
Avec le FC Auch
- Championnat de France de Pro D2 :
  - Champion (2) : 2004 et 2007
- Bouclier européen :
  - Vainqueur (1) : 2005[2]